# 希灵斯菲斯特
希灵斯菲斯特（德語：Schillingsfürst，發音：[ˈʃɪlɪŋsˌfʏʁst] ⓘ）是德国巴伐利亚州中弗兰肯行政区安斯巴赫县的城市，面积27.5平方千米，2023年12月31日人口为2,805人。